# Нанзадын Бургэдаа
Нанзадын Бургэдаа (монг. Нанзадын Бүргэдаа род. 8 июня 1955, Дэлгэр, Говь-Алтай) — монгольский самбист и борец вольного стиля, чемпион и призёр чемпионатов мира по самбо, бронзовый призёр чемпионата мира 1981 года по вольной борьбе, призёр розыгрышей Кубка мира по вольной борьбе, участник соревнований по вольной борьбе на летних Олимпийских играх 1980 года в Москве. Заслуженный спортсмен Монголии (1994).
На Олимпиаде монгол с явным преимуществом победил сирийца Ахмада Дахружа, проиграл по очкам советскому борцу Анатолию Белоглазову, также по очкам победил представителя ГДР Хартмута Райха, проиграл по очкам венгру Лайошу Сабо и выбыл из борьбы за медали, заняв итоговое 6-е место.